# Atlas de Lafreri

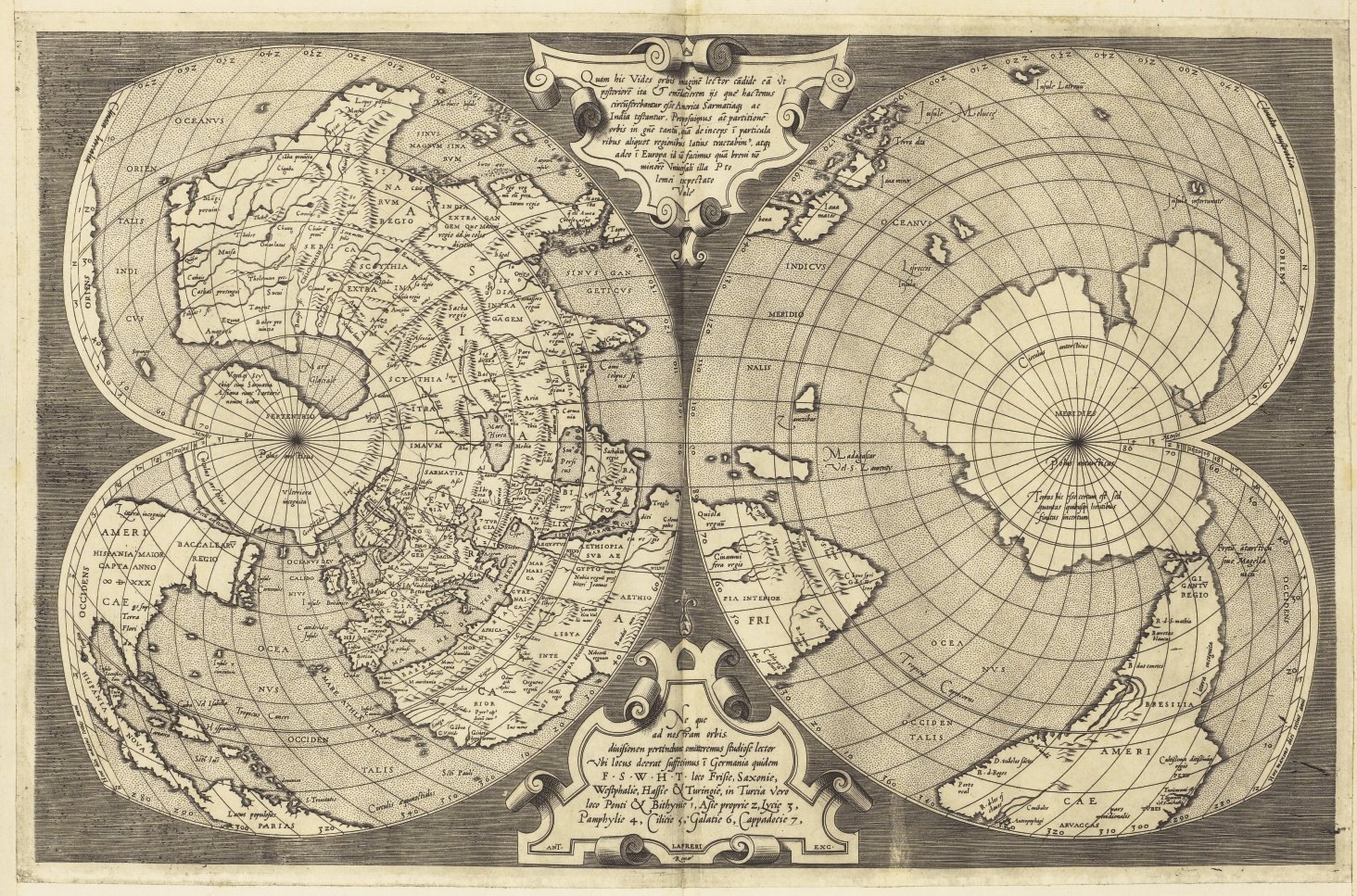
Mapa del mundo sin título en una proyección doble cordiforme del "Lafreri atlas", c. 1564

El Atlas de Lafreri designa una encuadernación de cartografías realizadas en el siglo xvi por el grabador, cartógrafo y editor Antonio Lafreri.

## Historia
A partir del año 1544 se comenzaron a imprimir en Italia numerosos mapas de manera individual, en especial en los importantes núcleos comerciales de Roma y Venecia. Cada editor trabajaba independientemente, produciendo sus propios mapas basados en las necesidades de sus clientes. Estos mapas a menudo variaban mucho de tamaño entre sí.
Con el tiempo se convirtió en algo habitual el hecho de encuadernar varios mapas juntos formando un trabajo colectivo.  A pesar de que la palabra "atlas" no fue usada para estas colecciones hasta 1570, en la actualidad se denominan "IATO" (Italian Assembled To Order atlases, es decir, atlas italianos reunidos por encargo) o más frecuentemente, Atlas de Lafreri. Se cree que fue Antonio Lafreri, uno de los principales editores de la época, el primero en añadir una página grabada como título a una colección de mapas aproximadamente en el año 1570 o 1572, la misma época en que fue publicado el Theatrum Orbis Terrarum en Amberes.
Cada uno de los atlas fue elaborado a partir de una lista de distintos mapas disponibles y muy diferentes entre sí, seleccionados para satisfacer las necesidades o las peticiones de cada cliente individual, por lo que muy pocos o ninguno de los atlas son idénticos. Aproximadamente sesenta o setenta de estos atlas han llegado hasta nuestros días, la mayoría conservados en diversas instituciones. Los atlas son muy importantes en la historia de la cartografía, ya que muchos mapas italianos del siglo xvi han perdurado solo en estos atlas.
Los coleccionistas de mapas antiguos valoran altamente los atlas de Lafreri por su estilo de grabado precioso y por su rareza. En 2014, la Biblioteca Estatal de Baviera compró un ejemplar a través de un coleccionista privado por 1,4 millones de euros.

## Cartógrafos de los atlas de Lafreri
Los cartógrafos más notables que participaron en la publicación de los mapas y atlas de Lafreri incluyen a:
- Giacomo Gastaldi, establecido en Venecia, el creador de mapas italiano más importante de su época.
- Bautista Agnese, de Génova.
- Antonio Lafreri (o Antoine du Pérac Lafréry 1512–77) de Roma; editor de algunos de los atlas colectivos.
- Antonio de Salamanca, socio de Lafreri.
- Giovani Francesco Camocio, de Venecia.
- Donato Bertelli (Venecia).
- Ferando Bertelli (Venecia).
- Paolo Forlani (Venecia).